# Erik Werenskiold
Erik Theodor Werenskiold, né le 11 février 1855 à Kongsvinger, près d'Eidskog en Norvège et mort le 23 novembre 1938 à Oslo, est un peintre et dessinateur norvégien, spécialement connu pour ses illustrations de recueils de contes et de légendes.
Ce peintre célèbre en Scandinavie a été un fervent introducteur des courants picturaux français de l'art moderne, à commencer par l'impressionnisme au Danemark et en Norvège. Mais le maître dessinateur, constamment à l'étude de l'art, tardivement graveur et lithographe, a animé avec intelligence les cercles artistiques et littéraires de son pays natal définitivement indépendant après sa séparation avec la Suède en 1905. Une partie de son œuvre peut intelligemment être rapprochée de celle de l'indépendant suédois, Carl Larsson qui appartenait à une génération scandinave fascinée par le lyrisme et l'art moderne français.

## Formation

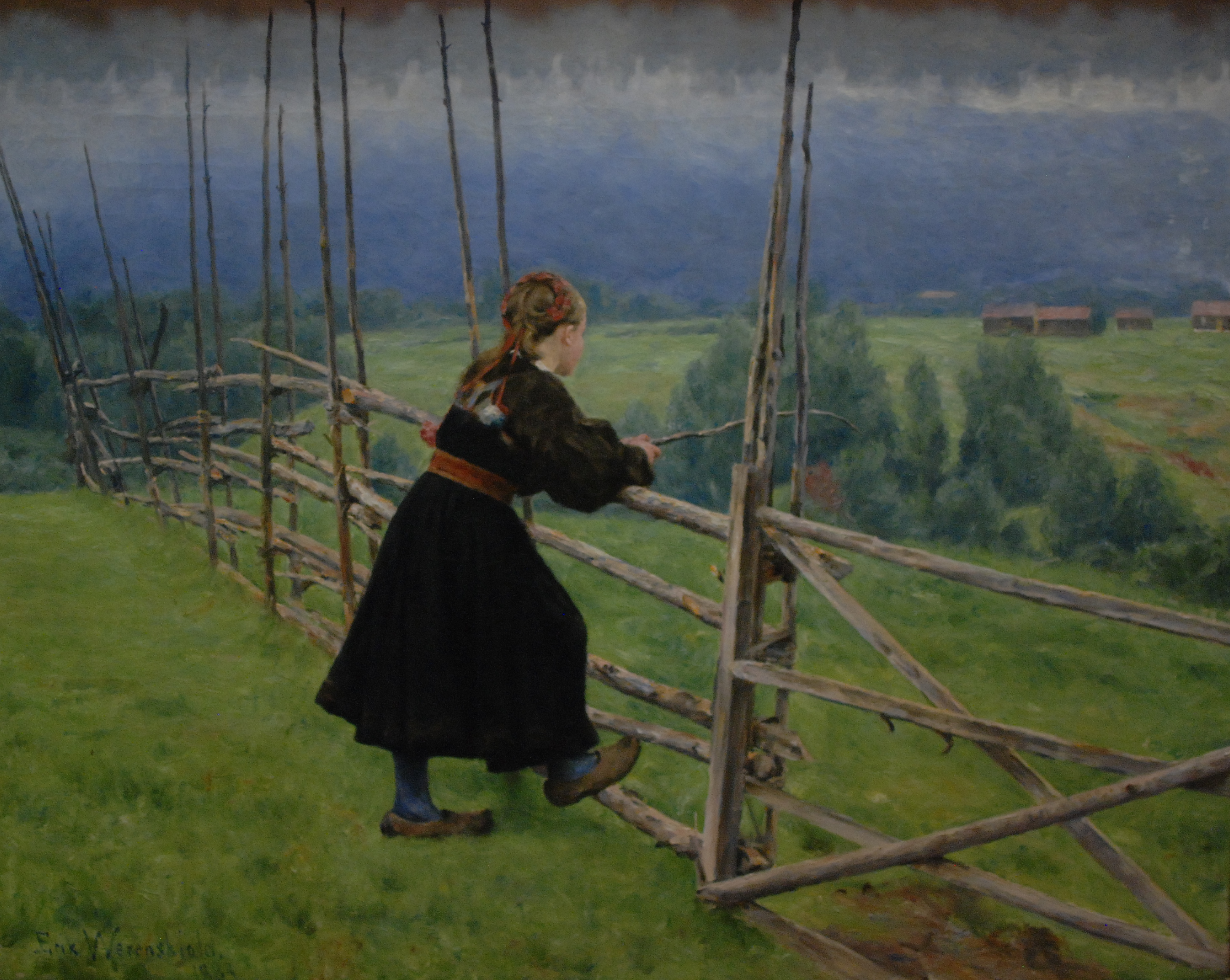
På slätten, 1883.

Après des études classiques, il est un élève assidu du sculpteur Jules Middelthun à la Tegneskol de Christiana (ancienne école de dessin d'Oslo) de 1873 à 1875. Il est également l'élève d'Axel Ender pendant quelques mois avant de partir se former auprès de maîtres européens. Le jeune artiste prometteur s'inscrit à l'académie des Beaux-Arts de Munich de 1876/1877 à 1879/1880, où il s'initie aux portraits et aux scènes de genres typiques avec Wilhelm von Lindenschmitt le jeune et Ludwig von Löfftz. Durant son séjour bavarois, il est émerveillé par une exposition de toiles de peintres réalistes français à Munich en 1879. Il quitte l'Allemagne pour la France, gagne Paris où réside une petite communauté d'artistes norvégiens. Il rejoint ainsi Christian Krohg, Gerhard Munthe, Frits Thaulow qui s'intéressent aussi au courant d'inspiration naturaliste.  
Dès 1878-1879, le vigoureux essor artistique français fascine les artistes étrangers. Les étudiants nordiques qui ne craignent plus le régime républicain militariste et ses menaces guerrières commencent à affluer vers la capitale des Arts. Werenskiold n'échappe pas à la règle puisqu'il réside à Paris de 1880 à 1884. Il est jusqu'en 1883 l'élève de Léon Bonnat, le portraitiste mondain de la Troisième République française naissante entre 1875 et 1880, récemment promu à l'Académie. Il est accueilli régulièrement par la famille Thaulow, et il l'est au cours de ses séjours au moins jusqu'en 1885. Sa correspondance témoigne de cette amitié, puisqu'en décembre 1882, une de ses lettres mentionnent la sœur de son ami Frits qui a épousé un homme d'affaires, et qui est aussi un peintre français, Gauguin. De 1883 à 1885, Werenskiold passe ses étés en Norvège,à Gvarv, où il a de la famille. Il y a fait plusieurs représentations d'agriculteurs norvégiens dans le milieu rural, ainsi que des portraits de personnes célèbres comme Bjørnstjerne Bjørnson et Henrik Ibsen
Le jeune peintre écrit des articles sur l'impressionnisme dans la revue Nyt Tiddskrift, à l'usage du public cultivé danois et norvégien. Incité par son maître Bonnat, il expose des toiles au salon des artistes français, La Promenade favorite et Étude en 1882, Bergers en Norvège et Femmes en Norvège en 1883, Petite paysanne norvégienne et Une confession. De retour en Norvège, il garde d'excellents contacts avec le monde des arts parisiens : il envoie en 1891 des tableaux à la Société nationale des beaux-arts.
Formée à une peinture de portraits et de scènes de genres, de tonalité austère et sombre, appréciée parmi les élites du pouvoir en Europe et aussi en Norvège, il réalise dans son atelier des portraits de personnalités. Mais dès qu'il atteint notoriété et aisance suffisante pour assurer sa subsistance, il préfère brosser les portraits de ses compatriotes écrivains, artistes et musiciens ou se livrer à la poursuite de satisfactions picturales.
Avant même sa première formation académique étrangère, Erik Werenskiold a été un dessinateur remarquable de plans, aussi perspicace dans l'analyse de forme et la transposition que dans la décomposition des volumes.  
Il a repris avec application des études techniques : dès 1910, il s'est d'abord intéressé à la gravure, puis après 1920, s'est initié à la lithographie. Il a réalisé sous forme de gravures des portraits d'écrivains.

## Du sombre au lumineux: une carrière d'artiste peintre

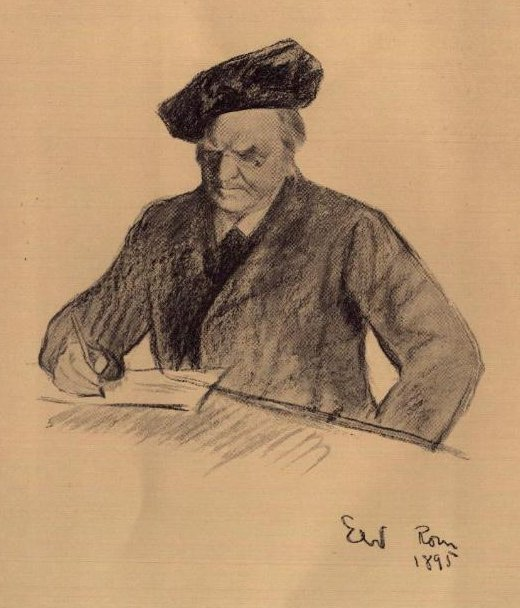
Portrait de Bjørnstjerne Bjørnson. Dessin, 1895.

Les premières toiles réalisées en Norvège et en Allemagne sont sombres, empreintes d'une grave austérité que lui a inculquée l'école imposant aussi ses règles strictes et catégoriques des genres. 
En dehors de sa fréquentation des salons, Bonnat est un ardent collectionneur de peintures et de dessins, en particulier, il est captivé par l'œuvre d'Ingres. Les maîtres français anciens ouvrent le peintre scandinave à une gamme de couleurs comme à la sensualité des formes. Mais le séjour parisien permet surtout au jeune peintre de découvrir, en une première vraie libération, l'émancipation de la peinture moderne. Il découvre l'impressionnisme et s'essaie avec joie aux paysages et aux scènes de la vie urbaine, bref à tout ce que l'on voit. Le dessinateur et peintre, maître de ses sens, n'a plus à se référer aux dictats des écrivains et critiques. La lumière insinue dans ses toiles la finesse de ses valeurs. Un enterrement paysan, réalisé entre 1883 et 1885 révèle sa profonde mutation. Les peintres indépendants modernes, en bons héritiers d'Édouard Manet, sont désormais au même rang que les écrivains. 
Au cours d'un second séjour à Paris entre 1888 et 1889, il travaille dans l'atelier de Bonnat et surtout en marge découvre l'art moderne. En premier lieu, il admire Manet, Cézanne, Van Gogh. En juillet 1889, au cours d'une visite chez Théo van Gogh, il a l'occasion d'observer les tableaux lumineux que Vincent a expédié d'Arles. Les grandes œuvres de l'impressionnisme retiennent toujours son attention et il s'efforce activement de faire connaître ce courant pictural de plein air, aux couleurs claires et raffinées, en Scandinavie. À l'automne 1889, il participe avec Christian Krohg et Frits Thaulow à la grande exposition impressionniste de Copenhague, où des toiles de Manet, Cézanne et Guillaumin sont également présentées. 
Erik Werenskiold reçoit une première reconnaissance internationale, marquée par un grand prix à l'exposition universelle de Paris en 1889. Sa peinture encore plus libérée dévoile une atmosphère marquée par le lyrisme qui représente mieux sa vision impressionniste propre. Ainsi en témoignent ses scènes enfantines et sa peinture de saison Automne en 1891. Désormais, paysages et peintures de scènes urbaines ou de paysans pendant leurs labeurs de saison ou leurs occupations traditionnelles, accaparent l'énergie créatrice de l'artiste confirmé. Les couleurs égaient ses charmants dessins d'enfants ainsi que ses libres interprétations. Les huiles sur toile Jeux d'enfants en 1891 et 1894, ou Les enfants de l'artiste grimpés sur le rebord de la fenêtre, ou la gouache Mère et enfants assis devant la fenêtre en 1889 ne démontrent-elles pas que la peinture libérée de normes ou directives contraignantes, extérieures à son champ propre, redevient aussi un jeu d'enfant ? 
Le peintre-illustrateur se lance dans des essais de décorations murales, qui préfigurent et anticipent les réalisations de Edvard Munch sous le sceau de l'expressionnisme nordique.
À partir des années 1907-1908, l'attraction vers l'art de Seurat, Van Gogh, de Leibl et de Cézanne marque la production féconde et irrégulière d'un peintre en quête de matière colorée. Il se livre alors à un travail audacieux sur la matière et la couleur qui s'apparente à la démarche de Matisse. Il suit aussi avec fascination la vague du fauvisme et du cubisme.
Il souhaite à partir de 1910 diversifier sa palette technique, pour mieux comprendre les mutations expérimentales de l'art moderne. Après avoir appris la gravure dès 1910, puis la lithographie en 1920, son art connaît une évolution plus lente. Car les commandes de portraits et dorénavant de dessins pour lithographie ou l'application aux gravures sans oublier les demandes d'illustrations diverses assaillent l'atelier du peintre. Après avoir peint ses amis artistes, le maître reconnu est sollicité par les dirigeants politiques et les personnalités phares de la culture norvégienne.

## Un intelligent promoteur de l'art norvégien
En 1878 et 1879, le dessinateur est chargé de l'illustration des contes populaires d'Asbjørnsen et Jørgen Moe. Cette première commande est déterminante pour l'obtention d'une notoriété croissante d'illustrateur au fil des années auprès du public norvégien. Elle lui vaudra un billet d'entrée dans l'intimité des grands écrivains et artistes de son pays. Fidèle à ce succès, il illustre jusqu'en 1910 d'autres contes et légendes populaires des mêmes prolifiques auteurs. 
Entre 1896 et 1899, il entreprend d'illustrer la réédition des Sagas royales, de l'écrivain médiéval Snorri Sturluson. Il met son art au service de Jonas Lie et de son roman La famille de Gilje en 1903/1904.
Dans les années 1870 et 1880, la Norvège européanisée de la peinture, s'illustre par le nombre et l'originalité de talents. Grâce à l'intelligence de ses représentants, une stimulation indéniable est apportée à l'ensemble des autres arts, en particulier à celui de l'écriture après 1890. 
Erik qui se révèle être un bon écrivain et une grande plume pour son art a fréquenté la bohème littéraire et artistique de Norvège. Une majorité d'historiens de l'art s'accorde sur son rôle déterminant : c'est une voix des artistes peintres norvégiens de la fin des années 1880 à la fin du conflit mondial. En plus des portraits des maîtres célèbres, Bjørnstjerne Bjørnson en 1885, Edvard Grieg en 1891/1892, Henrik Ibsen en 1895, il a peint également des portraits des peintres Nils Hansteen en 1878, Nicolas Ulfsten en 1882, Kitty Kielland en 1891, et les écrivains connus de la Belle Époque, Knut Hamsun en 1889 ainsi que son ami Hans Kinck à diverses époques.

## Œuvres dans les musées scandinaves (huiles sur toile)
- Bergen : Nu, Doffendahl, Pauvre enfant, Deux frères, Sisten, Les bateliers.
- Copenhague : Nettoyage d'un fossé, Enfant attendant, Bjørnstjerne Bjørnson, Le ministre Michelsen.
- Drontheim : Peter Anker, Pin couvert de neige.
- Göteborg : Dans la plaine, Automne, Rayon de soleil.
- Haugesuni : Nils Collet Vogt.
- Helsinki : Vieillard avec bonnet et fourrure.
- Oslo (Galerie nationale) : Vue de Télémark, L'enterrement d'un paysan, Portrait du poète Bjørnstjerne Bjørnson, Le professeur Hellind, Le peintre Kitty Kielland, Erika Niessen, Portrait d'Henrik Ibsen, Eilif Petersen, Daglin, Björn Björnson dirigeant, Dr O.J. Broch, Epuisement d'une fosse, Enfants, Le ministre Michelsen, Un ancien fermier, Soirée d'été à Kviteseid, Lykteskinn, Vue de Lysaker, Le bain, Nils Hausteen, Nicolaï Ulfsten.
- Skien : Le cimetière de Lomen, Jeunesse.
- Stockholm (National Museum) : Portrait d'Edvard Grieg, Fredrih Collet, Fuite à travers la forêt.

## Galerie

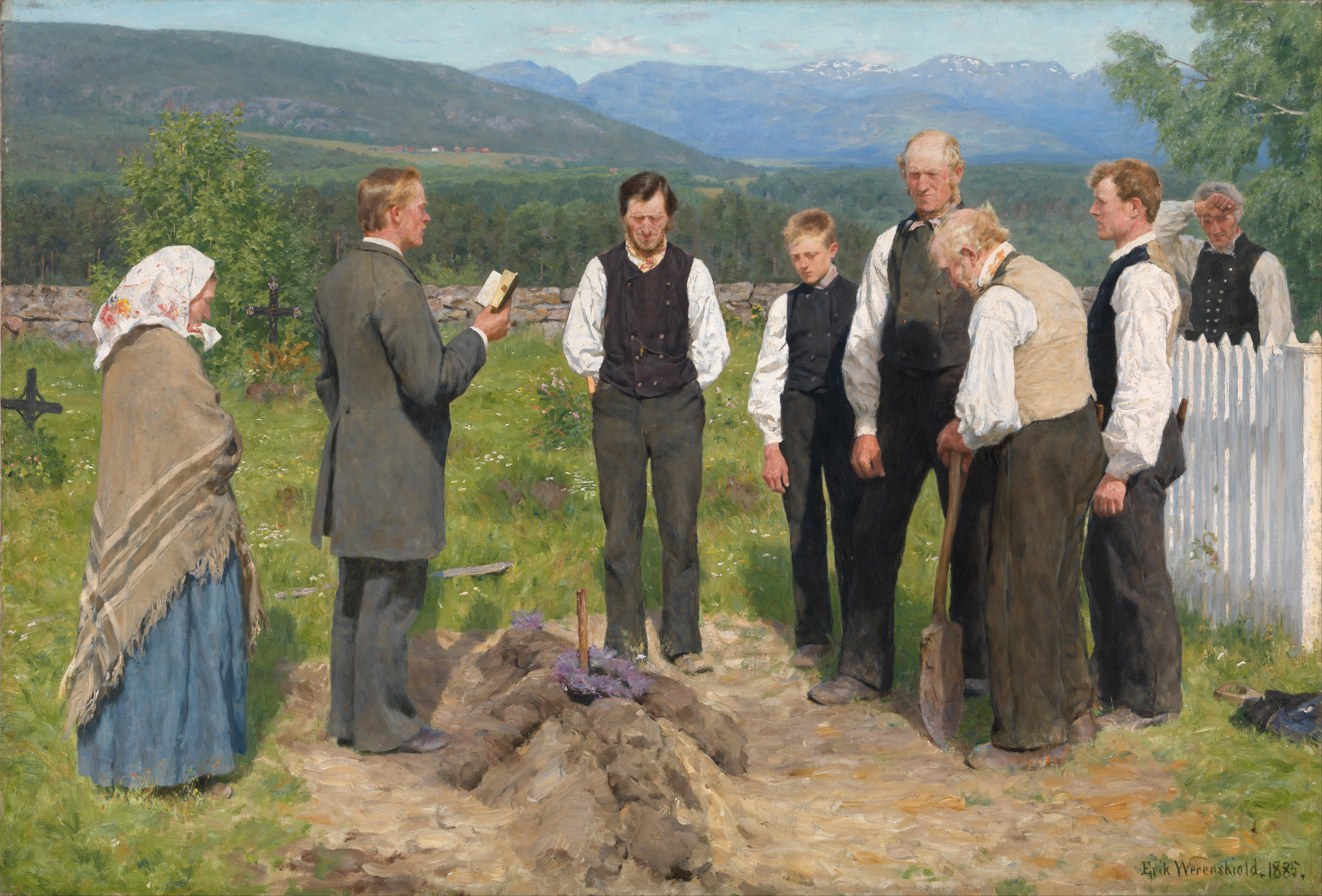
L'enterrement d'un paysan, 1885.
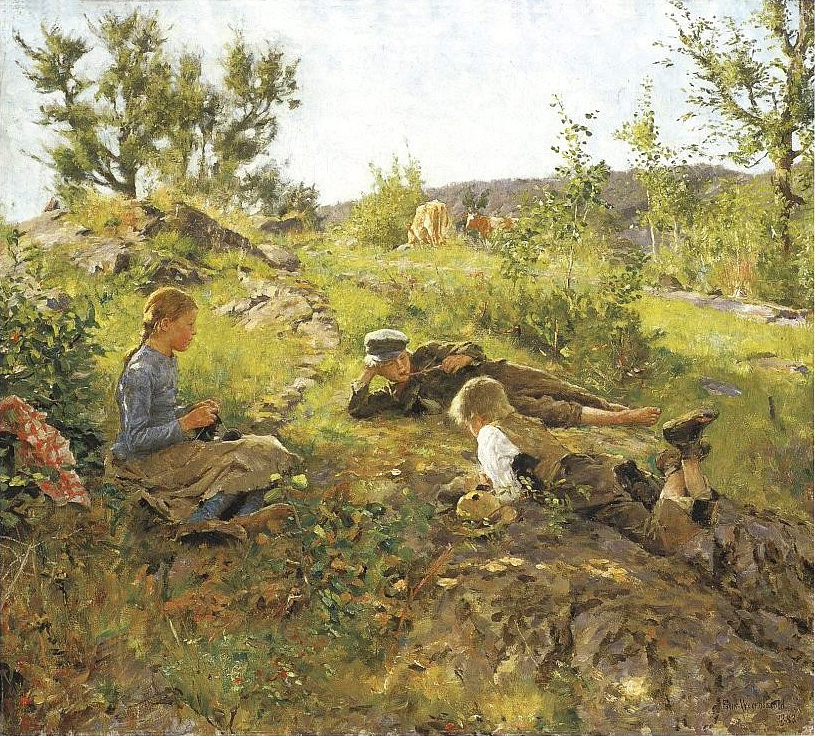
Gjetere Tåtøy, 1883.
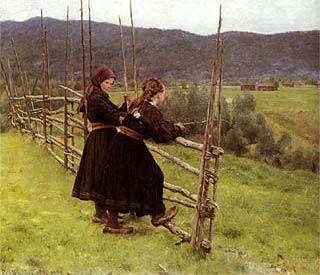
Vue du Telemark, 1883.
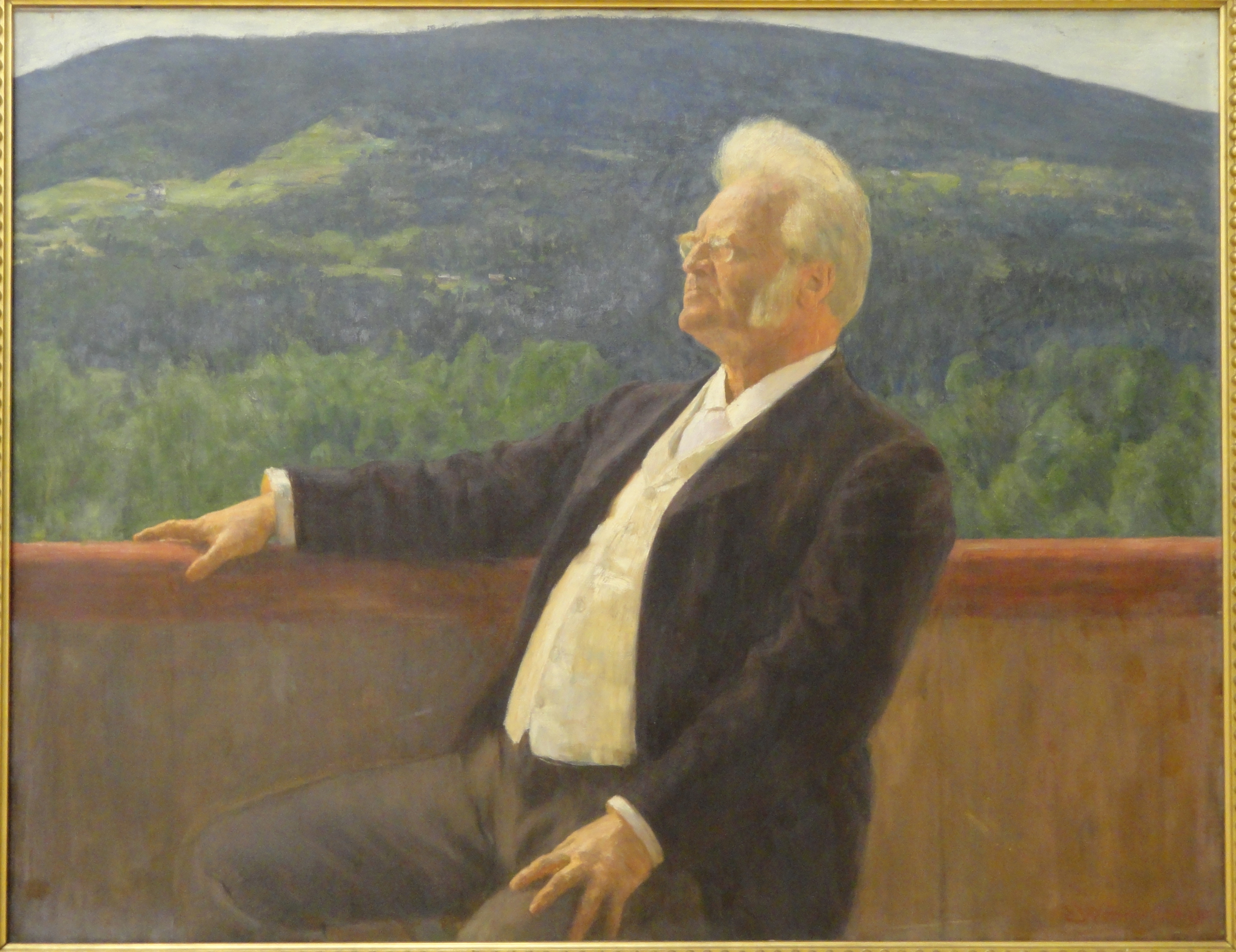
Bjørnstjerne Bjørnson.
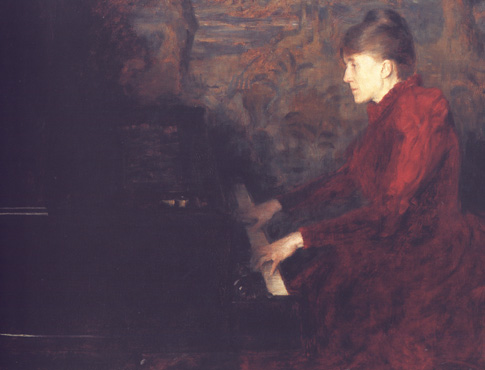
Erika Nissen.

## Distinctions
- Grand-croix de l'ordre de Saint-Olaf